# Luigi Lanaro
Luigi Lanaro detto Aloisius (Mason Vicentino, 4 dicembre 1920 – Abano Terme, 23 marzo 2017) è stato un liutaio italiano.

## Biografia
A quindici anni d'età costruisce il suo primo violino sotto la guida di Ferruccio Graziani (alunno di Leandro Bisiach), in seguito studia con Gaetano Sgarabotto. Intorno al 1947 apre il suo laboratorio a Padova in via degli Zabarella n° 9 e nello stesso anno, commemorazione del bicentenario della morte di Antonio Stradivari, partecipa ai dibattiti sulla liuteria tenuti a Cremona dai 'massimi esponenti' in materia. Nel 1949 presenta un suo violino al concorso internazionale di liuteria di Cremona, dove viene premiato ed iscritto nel registro dei giovani maestri liutai italiani. 
Nel dicembre dello stesso anno si trasferisce a Buenos Aires, dove rimane fino al 1954, anno in cui si trasferisce a Città del Messico per fondare la "Escuela Nacional de Laudería" per conto del INBA Messico D.F. (Instituto Nacional de las Bellas Artes). Ne rimane direttore fino al 1972, anno in cui rientra in patria, stabilendosi prima a Siena (dove ha costruito “il Senese”, violino per il maestro Salvatore Accardo) e successivamente a Padova dove apre lo studio/laboratorio in Corte San Clemente 12. Lì avvia allo studio della liuteria il figlio Roberto.
Studio, ricerca e lavoro furono la base dei successivi anni d'attività fino al 1983, anno in cui cessa ufficialmente il lavoro continuando la ricerca e lo studio più approfondito a livello fisico-meccanico dello strumento in generale.

## Opere
- La liuteria classica ed il liutaio moderno, 1974, Edizioni Zanibon, Padova.
- Manuale di Liuteria norme orientative per il giovane strumentista, 1987, Edizioni Zanibon, Padova.
- Check-Up in Liuteria lo strumento ad arco dal mito al razionale, 1993, Abano Terme Padova.